# Eisenberg Paris
Eisenberg Paris – francuskie przedsiębiorstwo zajmujące się produkcją luksusowych kosmetyków do pielęgnacji skóry, makijażu oraz zapachów dla kobiet i mężczyzn. Założona przez José Eisenberga w 2000 roku firma Eisenberg Paris tworzy i dystrybuuje swoje produkty w sklepach z najwyższej półki na całym świecie i za pośrednictwem swojego sklepu internetowego. Marka jest dobrze znana ze swojej Formuły ® Trio-Molecular, opatentowanego kompleksu opartego na badaniach biokosmetycznych, opracowanego przez José Eisenberga.
Mimo iż Eisenberg Paris jest przedsiębiorstwem o zasięgu międzynarodowym, pozostaje marką rodzinną, należącą i zarządzaną przez José Eisenberga oraz jego syna, Edmonda, który dołączył do marki w 2011 roku. Razem nadzorują wszystko, od tworzenia i rozwoju produktów po globalną strategię rozwoju marki.